# Anders Fahlström
Anders Fahlström, född 2 december 1716 i Blixterboda, Fellingsbro socken, död 20 maj 1760 i Stockholm, var en svensk keramiker. Han var bror till Erik Fahlström.
Anders Fahlström var son till bokhållaren och gästgivaren Johan Fallström, vilken från omkring 1721 började kalla sig Fahlström. Han blev lärpojke vid Rörstrands Porslinsfabrik i början av 1730-talet och var 1741 verkgesäll vid fabriken och ledde själva tillverkningen. Han kallas senare porslinsmästare vilket är den titel han innehade åtminstone från 1752. Sex föremål egenhändigt signerade av Fahlström är kända. Därtill är troligen en del av de föremål signerade A. eller A. F. bland tidens porslin tillverkade av honom. Ingenting tyder på att han tillverkat föremål med de 1758 introducerade muffelfärgerna. Han hade ingen lön utan åtnjöt procent av tillverkningen, men levde av allt att döma väl på sitt yrke och uppskattades av Elias Magnus Ingman (1758 adlad Nordenstolpe), som från 1750 var styrelseledamot och 1753 chef för företaget. Fahlström är representerad vid bland annat Nationalmuseum.